# Лин (митология)
Вижте пояснителната страница за други значения на Лин.
Лин в древногръцката митология е името на няколко персонажа
- Лин – син на цар Еагър и музата Калиопа, който е и брат на Орфей. Според други митове е син на Аполон и музата Урания или дъщерята на Посейдон Аретуза. Според трети, негови родители са Херакъл и Урания, а има и версия, че майка му е музата Клио, a баща му сина на Песейдон - Амфиар. Лин бил музикант, какъвто рядко се раждал сред хората и завистливия Аполон го убил. Лин съчинявал песни в чест на Дионис и други древни герои, а после ги записвал с пелагсийски букви, вкл. и епос за създаването на света. Измислил ритъма и мелодията, бил много мъдър и станал учител на Орфей. Бил погребан в Аргос.

- Лин – син на Аполон и Псамата, чийто баща бил царят на Аргос. Страхувайки се от гнева на баща си, тя дала малкия Лин на пастирите да го отгледат. Кучетата на баща ѝ разкъсали детето ѝ, а тя самата била убита от него. За това двойно престъпление Аполон довел в Аргос една харпия, която крадяла малките деца. След това градът бил сполетян и от чума и жители му се обърнали за помощ към Делфийския оракул, който ги посъветвал да умилостивят духовете на Псамата и Лин. Деца и майки започнали да пеят погребални песни, принесли жертви в тяхна памет, но чумата не спирала. Пития поръчала да бъде издигнат храм на Аполон.

- Лин – син на Аполон и Терпсихора. Убит е от Херакъл.